# Pudong
Pudong (浦东 în chineză, Pǔdōng în pinyin), oficial cunoscut ca Districtul Nou Pudong (浦東新區/Pǔdōng Xīn Qū) este un district al orașului Shanghai, Republica Populară Chineză. De la începutul aniilor 1990, când dezvoltarea Pudong-ului a fost lansată, districtul a devenit centrul financiar și comercial al Chinei. În Pudong se află Turnul Jin Mao și Turnul Perlei Orientale, amândouă fiind simboluri ale Chinei moderne.

## Amplasare și geografie
Pudong înseamnă "Est de (Huang)pu", referindu-se la râul Huangpu care trece prin Shanghai. Deci, districtul este mărginit de Huangpu în vest. Are o suprafață de 522,8 km² și o populație de 1,5 milioane de locuitori.

## Economie
Până în anii 1990, Pudong era relativ rural, centrul economic al Shanghai-ului fiind situat în Puxi, pe malul vestic al râului Huangpu. În anii 1990, guvernul chinez a acordat districtului statutul de Zonă Economică Specială, încurajând investiția. Planul era ca Pudong-ul, mai ales tipul vestic, numit Lujiazui, să devină noul centru financiar al Chinei. Astăzi, Pudong-ul conține o mulțime de blocuri zgârie-nori și este cel mai prosper district din Shanghai și printre cele mai dezvoltate din China. În 2002, Pudong a avut un PIB de US$ 25,13 miliarde.

## Transport
Pudong-ul este locația Aeroportului Internațional Pudong, aeroportul principal al orașului Shanghai. Districtul este legat de Puxi prin diverse tunele și patru poduri principale, dintre care trei au fost construite în anii 1990 și unul, Podul Lupu, a fost deschis în 2002. De asemenea, Pudong-ul este deservit de Metroul din Shanghai (Linia 2).